# سام کانسپسیون
سام کانسپسیون (انگلیسی: Sam Concepcion؛ زادهٔ ۱۷ اکتبر ۱۹۹۲) موسیقی‌دان اهل فیلیپین است. وی از سال ۱۹۹۹ میلادی تاکنون مشغول فعالیت بوده است.
از فیلم‌ها یا برنامه‌های تلویزیونی که وی در آن نقش داشته است می‌توان به سینکو اشاره کرد.